# Charltona endothermalis
Charltona endothermalis là một loài bướm đêm trong họ Crambidae.